# 申采浩
申采浩（しんさいこう、シン・チェホ、신채호、1880年 - 1936年）は、朝鮮の独立運動家、ジャーナリスト、歴史家。朝鮮民族主義歴史学を提唱し、抗日暴力革命思想を啓蒙した。号は丹斎、忠清南道生まれ。本貫は高霊申氏。

## 年表
1880年12月8日、李朝の文臣申叔舟の末裔申光植の次男として、忠清道大徳郡山内面於南里桃林村(現大田広域市中区於南洞)で生まれる。
1886年、父光植死去。寺子屋を運営する祖父申星雨から漢学教育を受ける。
1898年、申箕善の推薦で上京し成均館に入学。11月頃、独立運動に加担した罪で逮捕、即釈放。
1899年、兄ジェホが28歳で死去。
1901年、申奎植、申伯雨と忠清北道清原に寺子屋設立。愛国啓蒙運動を展開。
1904年、申奎植、申伯雨と清原郡で山東学院設立。
1905年、成均館博士任命、翌日辞職。張志淵の招聘で皇城新聞論説委員。11月、皇城新聞停刊。
1906年、梁起鐸の推薦で大韓毎日申報主筆。抗日言論運動を展開。
1907年、安昌浩らと新民会創立。趣旨書作成。国債報償運動に参加。祖父死去。
1908年、畿湖興学会月報に愛国啓蒙論説寄稿。大韓協会会報に寄稿。「乙支文徳伝」刊。周時経と「家庭雑誌」創刊。8月から12月まで大韓毎日申報に「読史新論」を連載。
1909年、尹致昊、安昌浩、崔南善らと青年学友会創立。趣意書作成。
1910年、李昇薫が設立した五山学校教師。青島に亡命。大韓光復会副会長。
1911年、ウラジオストクへ渡る。5月、大洋報主筆。12月、勧業会結成、機関紙勧業新聞主筆。
1913年11月、申奎植の斡旋で上海に渡る。独立運動団体を支援する貿易会社同済社に参加。朴殷植らと博達学院創立。
1914年、勸業新聞廃刊。満洲で高句麗、渤海など遺跡調査活動。尹世茸、尹世復兄弟に招聘され懐仁県で東昌学校教師。
1915年、李石曽の斡旋で北京に渡り、普陀庵で生活する。「朝鮮古史」執筆。申奎植と上海で新韓青年会結成。
1916年、中編小説「夢天」を執筆。
1917年、大同団結宣言に参加。
1918年、中華報、北京日報に論説寄稿。大韓独立青年団団長。新大韓青年同盟副団長。
1919年1月、戊午独立宣言書に署名。4月、上海臨時政府発起会議に参加。忠清道議政院議員、全院委員会委員長就任。9月、上海臨時政府が高麗臨時政府、漢城臨時政府と統合した際に、李承晩らと対立し辞任。10月、上海で反臨時政府紙新大韓を発行。義英学校校長就任。武装独立運動路線を展開する。
1920年4月、新大韓発行停止後、北京に戻る。看護婦の朴慈恵と結婚。満洲地域の武装独立団体統一に向けた軍事統一準備会組織。大韓独立青年党（大同青年党）団長。朴容萬らと第二回普合団を組織。
9月、朴容萬、申粛らと軍事統一促成会創立し、統一戦線運動を展開。
1921年1月、金昌淑らの支援で漢文雑誌「天皷」「大同」を創刊。2月、国民代表会議を提案。4月、同志54名による「声討文」を公表。
1922年、義烈団金元鳳の招請で上海に渡る。朝鮮革命宣言を執筆。
1923年1月、上海で国民代表会議開催。その後、北京に渡りイ・ギュジュンが創立した武装独立運動団体多勿団顧問。創立宣言文作成。
1924〜5年、「東亜日報」「朝鮮日報」に論説や歴史論文寄稿。この頃から無政府主義に傾倒する。
1926年、在中国朝鮮無政府主義者連盟に登録。
1927年2月、抗日団体新幹会に参加。統一戦線運動が失敗に終わり、さらにアナキズムに傾倒。9月、東方無政府主義者連盟に加盟。大会宣言文作成。
1928年、小説「龍と龍の大激戦」執筆。4月、東方連盟北京会議を開催。機関紙「東方」「奪還」発行などの活動費捻出のため紙幣偽造。5月8日、台湾基隆市で逮捕。
1930年、大連地方裁判所10年の刑を宣告。
1931年、朝鮮日報が「朝鮮史」連載開始。
1936年2月21日、旅順刑務所で獄死。死因は脳溢血。
1948年、古史部分で終わった「朝鮮史」を、鍾路書院が単行本「朝鮮上古史」として出版。
1962年3月1日、大韓民国功労勲章大統領章授与。

## 歴史観
朝鮮民族の源流を檀君朝鮮に求め、朝鮮民族主義歴史学を提唱し、「歴史とは我と非我の闘争である」と植民史観からの脱却を主張した。ただし、現代の歴史学では抗日独立運動の一環としての擬似歴史学であったとの評価が固まっている。
また、アナキズムに傾倒して以降は民族主義の主張を弱め、大衆という表現を用いるようになった。この変節について、民族間の争いが歴史を作るのであれば、日本の侵略も正当化できてしまう自己矛盾に気づいたためとの指摘がある。
申の主張は韓国の主流の歴史学界では受け入れられていないという評価があり、教学社の歴史教科書の執筆を行っている權熙英（朝鮮語: 권희영、韓国学中央研究院、韓国近代史学会会長）は、「申采浩は、4文字に言えば『精神病者（朝鮮語: 정신병자）』であり、三文字で言えば『馬鹿（朝鮮語: 또라이）』です」と述べている。
申の歴史記述は古代史に重点が置かれ、それまでの三韓と新羅中心の歴史観から檀君・夫余・高句麗中心の歴史観へと転換し、その領域を中国東北と遼西にまで拡大し、朝鮮半島に存在したとされる漢四郡は朝鮮半島の外に存在したとか、存在しなかったと主張しており、また百済は近仇首王・東城王時代に遼西と山東の前秦まで攻撃・領有したなどの主張をしており、『宋書』・『梁書』の百済の遼西進出記事、『南斉書』の百済の北魏撃退記事、『旧唐書』の百済関係記事を根拠に百済が近仇首王時代に遼西と北京を奪って遼西郡と晋平郡を設置し、東城王時代に北魏と戦い撃退し、中国の会稽郡付近を支配し、日本全国を属国にしたと主張している。
申の朝鮮民族主義歴史学に影響を受けたアマチュア歴史家団体の、古朝鮮の勢力範囲の主張と、申の主張を、幻想を植えつける偽物の歴史学と批判する歴史学者らと長年に渡り論争を引き起こしている。
申は、「カタカナなどの日本文化はすべて百済人が作った」「古代朝鮮は中国を支配していた」と主張しており、韓国の学者が主張する古代史観は申の影響を受けているため、申の朝鮮民族主義歴史学が韓国の古代史観の源流となり、韓国の学者は、実証的な研究をほとんどせず、申が構築した仮説を鵜呑みにして間違った歴史認識を拡散させているとされる。

### 名言について
サッカー日韓戦の横断幕に使われて問題になった「歴史を忘れた民族に未来はない」が申の言葉とされているが、申の著作物に同様の記述は存在しない。

## 著書
「読史新論」「朝鮮上古史」「朝鮮上古文化史」「朝鮮史硏究草」「乙支文徳伝」「李舜臣伝」